# Koinothrix
Koinothrix Jocqué, 1981 è un genere di ragni appartenente alla famiglia Linyphiidae.

## Distribuzione
L'unica specie oggi nota di questo genere è stata rinvenuta nelle isole Capo Verde.

## Tassonomia
Dal 1981 non sono stati esaminati esemplari di questo genere.
A giugno 2012, si compone di una specie:
- Koinothrix pequenops Jocqué, 1981[3] — Isole Capo Verde